# 1084 w polityce

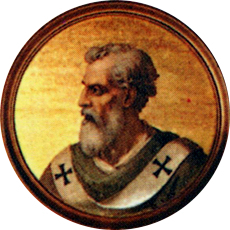
Klemens III

Wydarzenia polityczne w 1084 roku.

## Wydarzenia
- 24 marca antypapież Klemens III został intronizowany na Lateranie[1].
- Koronacja Henryka IV na cesarza przez Klemensa III[2].

## Urodzili się
- Dawid I, król szkocki[3].

## Zmarli
- 20 listopada Otto II, margrabia Montferratu[4].